# Eric Drummond
James Eric Drummond (17. srpna 1876 – 15. prosince 1951) byl britský diplomat skotské národnosti. V letech 1920–1933 působil coby první generální tajemník Společnosti národů, v období 1933–1939 pak jako velvyslanec Spojeného království v Itálii.
Do funkce generálního tajemníka SN byl vybrán zástupci velmocí na Pařížské mírové konferenci 28. dubna 1919. Přesně o dva měsíce později, 28. června 1919, bylo jeho jméno zaneseno i do Paktu Společnosti národů. Funkce se však ujal až 1. srpna 1920, kdy byl plně etablován Sekretariát Společnosti národů.